# 第3回高松宮杯
1973年6月24日に中京競馬場で行われた第3回高松宮杯について詳述する。

## レース施行時の状況
中京競馬場の天気は晴れで馬場状態は良馬場、絶好の天気で行われた。単勝1番人気は前年の天皇賞（春）優勝馬で前走アメリカジョッキークラブカップ2着のベルワイド。そして前走宝塚記念を制したハマノパレード、フセノスズラン、シンザンミサキと続いた。

## レース展開
スタートでベルワイドがやや立ち遅れたものの、ほか10頭はまずまずのスタートを切っていた。馬番9番のハマノパレードは外から内へ切れ込み、前走の宝塚記念を再現するかのように逃げる。これに、関東遠征組のタケデンバードが追走し、そのあとをシンザンミサキ・ベルワイド・グットキラメキらが続いていた。
最終コーナーを先頭で駆け抜けたハマノパレードは、タケデンバードを振り切りこのまま逃げ切るかと思われたが、残り150メートルの地点で転倒。結果は、アクシデントが起こるまで2番手に付けていたタケデンバードが1着。1番人気のベルワイドがシンザンミサキを捕らえ切れず3着に終わったため、枠連は万馬券という波乱の結果となった。
転倒したハマノパレードは左第一関節脱臼などにより競走後に予後不良の診断が下された
。その後についてはハマノパレード#経歴を参照。